# لوئیس کاردول
لوئیس کاردول (انگلیسی: Louis Cardwell; ۲۰ اوت ۱۹۱۲ – ۲۳ آوریل ۱۹۸۶) بازیکن فوتبال اهل بریتانیا بود.
از باشگاه‌هایی که در آن بازی کرده‌است می‌توان به باشگاه فوتبال کندال تاون، باشگاه فوتبال کرو آلکساندرا، باشگاه فوتبال بلکپول، باشگاه فوتبال منچستر سیتی، و باشگاه فوتبال پورت ویل اشاره کرد.